# 아빠 로미오 엄마 줄리엣
《아빠 로미오 엄마 줄리엣》는 2003년 7월 4일에 MBC에서 방영한 베스트극장이다.

## 등장 인물

### 주요 인물
- 변희봉 : 진하 역
- 전양자 : 순녀 역
- 이선균 : 승기 역 - 진하의 아들
- 유서진 : 유림 역 - 순녀의 딸, 승기의 전처

### 그 외 인물
- 김신일
- 조이삼
- 사미자